# Chie Katsuren
Chie Katsuren (født 14. april 1989) er en kvindelig håndboldspiller fra Japan. Hun spiller for Omron Corporation Handball Team og Japans kvindehåndboldlandshold, som venstre fløj.
Hun deltog under VM 2019 i Japan, VM 2017 i Tyskland og VM 2013 i Serbien.